# 齋場御嶽
26°10′24″N 127°49′36″E / 26.17333°N 127.82667°E
齋場御嶽（琉球語：／ ）是位于今沖繩南城市（旧知念村）的史跡。為15世紀-16世紀琉球王國尚真王時代的御嶽，由國家的最高神職聞得大君管理。齋場御嶽是琉球國時期最高級御嶽，祝女可以在齋場御嶽的三庫理遙拜琉球神道的最高聖地久高島。
齋場御嶽於2000年11月以琉球王國的城堡以及相關遺產群列入世界遺產名單中。自2007年7月1日開始參觀收費，門票為200日圓。

## 外部連結
- 南城市 （页面存档备份，存于）